# Wollaston (Metro de Boston)
Wollaston  es una estación en la línea Roja del Metro de Boston. La estación se encuentra localizada en Avenida Newport y la Calle Beale en Wollaston, Massachusetts. La estación Wollaston fue inaugurada el 1 de septiembre de 1971. La Autoridad de Transporte de la Bahía de Massachusetts es la encargada por el mantenimiento y administración de la estación. 

## Descripción
La estación Wollaston cuenta con 1 plataforma central y 2 vías. La estación también cuenta con 550 de espacios de aparcamiento.

## Conexiones
La estación es abastecida por las siguientes conexiones: 
- Rutas de autobuses: 211, 217